# Körperschaftsteuer (Deutschland)
Die Körperschaftsteuer (Abkürzung: KSt) ist die Steuer auf das Einkommen von juristischen Personen wie beispielsweise Kapitalgesellschaften, Genossenschaften oder Vereinen. Sie beträgt 15 % des zu versteuernden Einkommens. Auf Basis der Steuerbilanz wird durch verschiedene Korrekturen, welche die Steuergesetze vorgeben, das maßgebliche Einkommen ermittelt. Es muss jährlich mit der Körperschaftsteuererklärung beim zuständigen Finanzamt gemeldet werden. Die Körperschaftsteuer ist nicht die einzige Unternehmensteuer. Sie wird durch die Gewerbesteuer und die Einkommensteuer auf unternehmerische Einkünfte ergänzt. Unter anderem politische Parteien, gemeinnützigen, mildtätigen oder kirchlichen Zwecken dienende Körperschaften sowie Unternehmen des Bundes sind von der Körperschaftsteuer befreit.

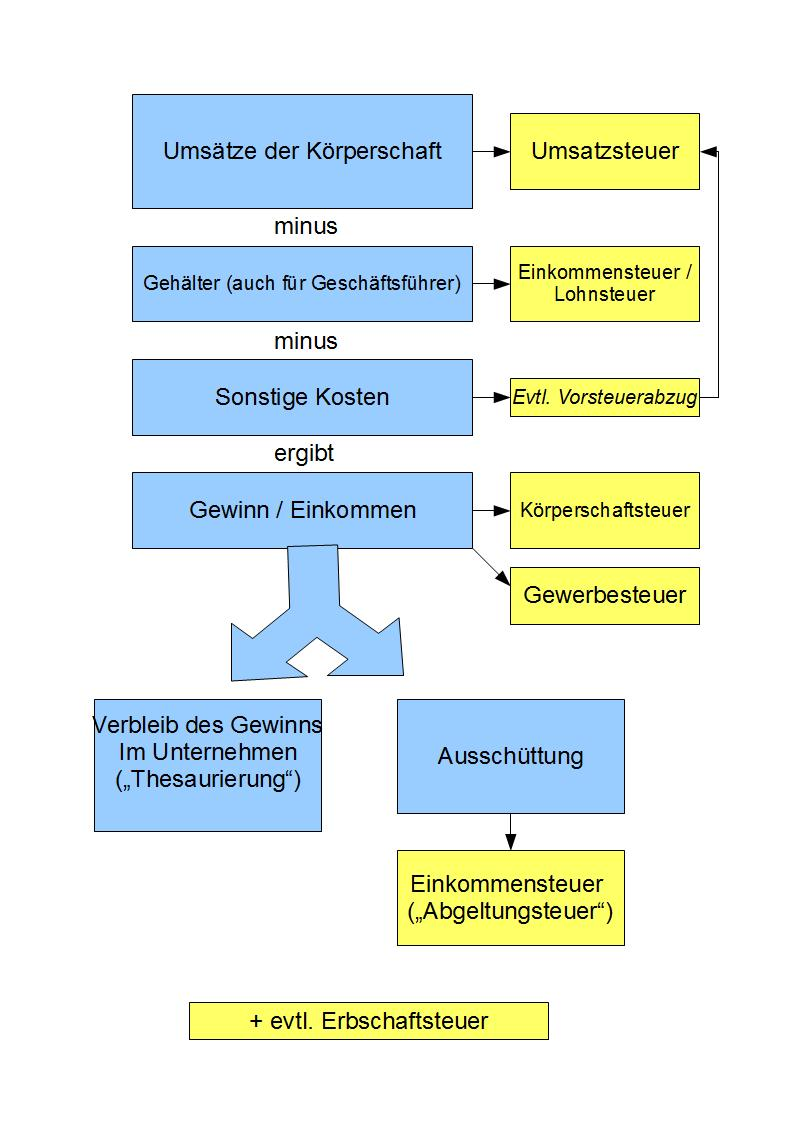
Vereinfachte Darstellung der verschiedenen Steuerarten bei einer Körperschaft.

## Wesen der Körperschaftsteuer und rechtliche Zuständigkeiten
Steuern lassen sich nach verschiedenen Gesichtspunkten einordnen. So ist die Körperschaftsteuer zum Beispiel eine direkte Steuer, da der Steuerschuldner selbst die Steuerbelastung trägt. Es ist eine Ertragsteuer (die Steuer richtet sich nach dem Gewinn) und eine Personensteuer (eine Person, und nicht etwa ein Gegenstand, wird besteuert). Da die Einnahmen sowohl dem Bund als auch den Ländern je zur Hälfte zustehen, handelt es sich um eine Gemeinschaftssteuer (Art. 106 Abs. 3 GG).
Das Grundgesetz sieht die konkurrierende Gesetzgebung gemäß Art. 105 Abs. 2 GG vor. Da der Bund von seinem Gesetzgebungsrecht Gebrauch gemacht hat, ist die Körperschaftsteuer eine bundeseinheitliche Steuer. Der Bundesrat muss jedoch Änderungen am Gesetz zustimmen. Die Verwaltungshoheit wurde über Art. 108 Abs. 2 GG den Ländern zugewiesen, das heißt, die Körperschaftsteuer wird durch die Finanzämter erhoben. Soweit der Anteil der Körperschaftsteuer dem Bund zusteht, werden die Länder gemäß Art. 108 Abs. 3 GG im Auftrag des Bundes tätig.
Die deutsche Körperschaftsteuer ist mit der Einkommensteuer verknüpft, viele Regelungen zur Einkommensermittlung sind gleich. Das Körperschaftsteuergesetz (KStG) baut auf dem Einkommensteuergesetz auf und bildet zusammen mit der Körperschaftsteuer-Durchführungsverordnung die gesetzliche Grundlage.
Das Einkommen der Körperschaft unterliegt, wenn sie eine Kapitalgesellschaft ist oder Einkünfte aus Gewerbebetrieb erzielt, der Gewerbesteuer. Es erfolgt keine Anrechnung der Gewerbesteuer auf die Körperschaftsteuer. Der von der Körperschaft ausgeschüttete Gewinn wird bei inländischen Gesellschaftern oder Anteilseignern, wenn es sich nicht um eine Beteiligung im Betriebsvermögen handelt, als Einkünfte aus Kapitalvermögen nochmals der Einkommensteuer unterworfen, jedoch maximal in Höhe der Abgeltungsteuer.

## Geschichte
| Jahr                         | Aufkommen KSt in Mrd € | Anteil am Gesamtaufkommen | Steueraufkommen in Mrd € (gesamt) |
| ---------------------------- | ---------------------- | ------------------------- | --------------------------------- |
| 2002                         | 2,864                  | 0,9 %                     | 303,292                           |
| 2003                         | 8,275                  | 2,8 %                     | 299,562                           |
| 2004                         | 13,123                 | 4,4 %                     | 296,470                           |
| 2005                         | 16,332                 | 5,4 %                     | 301,672                           |
| 2006                         | 22,898                 | 7,0 %                     | 329,301                           |
| 2007                         | 22,929                 | 6,1 %                     | 374,334                           |
| 2008                         | 15,868                 | 4,0 %                     | 396,471                           |
| 2009                         | 7,173                  | 1,9 %                     | 370,675                           |
| 2010                         | 12,041                 | 3,2 %                     | 372,856                           |
| 2011                         | 15,634                 | 3,9 %                     | 403,568                           |
| 2012                         | 16,934                 | 4,0 %                     | 426,190                           |
| 2013                         | 19,508                 | 4,4 %                     | 442,752                           |
| 2014                         | 20,044                 | 4,3 %                     | 461,985                           |
| 2015                         | 19,583                 | 4,1 %                     | 483,178                           |
| Quelle: BMF, Steuerschätzung |                        |                           |                                   |

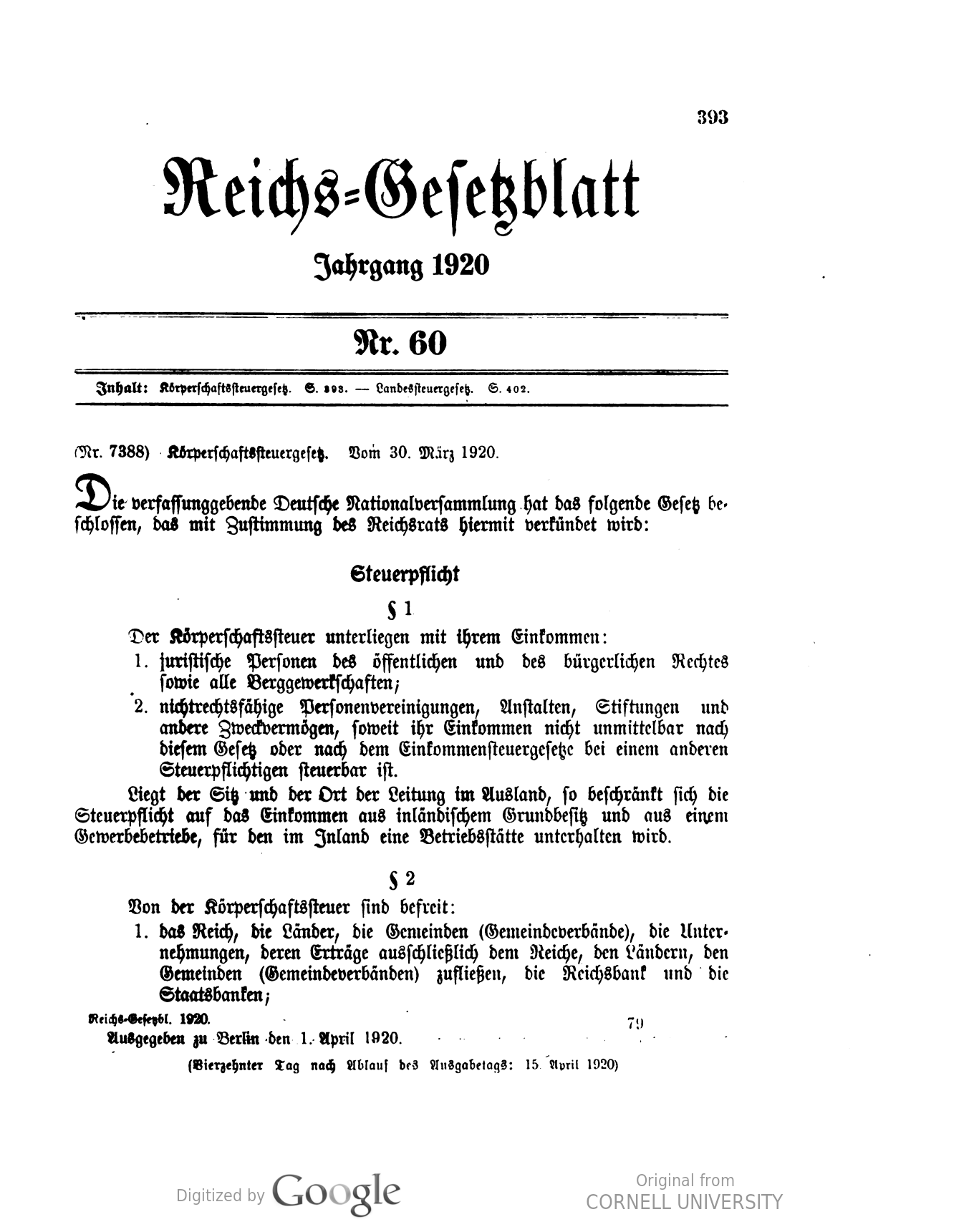
Körperschaftssteuergesetz. Vom 30. März 1920

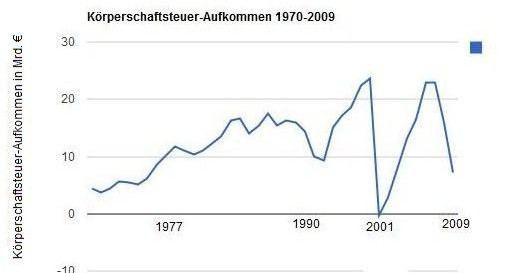
Entwicklung des Körperschaftsteuer-Aufkommens 1970–2009 in Mrd. Euro

Mit der Erzbergerschen Steuer- und Finanzreform wurde 1920 erstmals eine einheitliche Körperschaftsteuer eingeführt. Der Steuersatz für einbehaltene Gewinne betrug 10 % und wurde in den Folgejahren kontinuierlich erhöht. Nach dem Ende des Zweiten Weltkriegs, 1946, erreichte der Steuersatz eine Höhe von 65 %, wobei Ausschüttungen noch einmal zusätzlich bei der Einkommensteuer berücksichtigt wurden. Das war im Westen die höchste Besteuerung von Kapitalgesellschaften in der Geschichte der Körperschaftsteuer. In der DDR wurde der Spitzensteuersatz in der Körperschaftsteuer der DDR auf 95 % festgesetzt und auch damit die Kapitalgesellschaften fast vollständig abgeschafft.
1953 wurden ausgeschüttete Gewinne erstmals niedriger als einbehaltene Gewinne besteuert, da auf Ausschüttungen zusätzlich Einkommensteuer anfiel. Der Steuersatz für ausgeschüttete Gewinne betrug 30 %, für nicht ausgeschüttete Gewinne 60 %. 1958 wurden diese Sätze auf 15 % und 51 % gesenkt.
1977 wurde das Anrechnungsverfahren eingeführt. Die Körperschaftsteuer auf ausgeschüttete Gewinne konnte auf die Einkommensteuer angerechnet werden, somit wurde eine Doppelbelastung vermieden. Wegen der komplizierten Handhabung und der schwierigen Behandlung bei Auslandssachverhalten wurde das Anrechnungsverfahren 2001 durch das Halbeinkünfteverfahren ersetzt, bei dem beim Empfänger nur die Hälfte der Ausschüttung versteuert werden musste. Durch die Systemumstellung waren die Einnahmen aus der Körperschaftsteuer 2001 negativ. Der Körperschaftsteuersatz lag einheitlich bei 25 %, ohne Unterschied zwischen thesaurierten und ausgeschütteten Gewinnen. Im Jahr 2003 galt durch das Flutopfersolidaritätsgesetz ein erhöhter Steuersatz von 26,5 %. Ab 2004 galt wieder ein Steuersatz von 25 %.
Die Unternehmensteuerreform 2008 brachte erhebliche Veränderungen für die Besteuerung von Körperschaften. Der Körperschaftsteuersatz wurde von 25 % auf 15 % gesenkt, außerdem wurde eine Zinsschranke von 30 % bei einer Freigrenze von aktuell 3 Mio. € eingeführt. Im Gegenzug wurden die bisherigen Bestimmungen zur Gesellschafter-Fremdfinanzierung (§ 8a) KStG aufgehoben. Parallel zur Unternehmensteuerreform wurde die Besteuerung der Kapitaleinkünfte bei den Anteilseignern geändert, die Abgeltungsteuer und das Teileinkünfteverfahren ersetzen das bisherige Halbeinkünfteverfahren.
Das Körperschaftsteueraufkommen betrug 2006 und 2007 je rund 22,9 Mrd. €, sank 2008 auf 15,9 Mrd. € und betrug 2009 7,173 Mrd. €. In Prozentzahlen ausgedrückt, sanken die Einnahmen von 4,7 %, 4,3 % und 2,8 % auf etwa 1,5 % des gesamten Steueraufkommens von Deutschland. Zurückzuführen ist diese rückläufige Entwicklung zum einen auf die Senkung des Steuersatzes ab 2009, zum anderen auf die Finanz- und Wirtschaftskrise. Der größte Einschnitt ergab sich 2001, als das Halbeinkünfteverfahren eingeführt und der Steuersatz von 40 % (bzw. 30 % für Ausschüttungen) auf einheitlich 25 % gesenkt wurde.
Das Steueraufkommen ist unter den deutschen Bundesländern sehr ungleich verteilt. 2012 vereinigte das Land Baden-Württemberg 22,5 Prozent des Körperschaftsteueraufkommens auf sich, während die fünf neuen Bundesländer zusammen nur 9 Prozent erreichten.

## Rechtschreibung
Laut Duden sind sowohl die Schreibweise mit Fugen-S (Körperschaftssteuer), als auch die mit einfachem S (Körperschaftsteuer) möglich. Der Gesetzgeber verwendet – wie bei vielen Steuergesetzen – die Version mit einem S.

## Steuerpflicht

Skizze zur Körperschaftsteuerpflicht

Wie bei der Einkommensteuer ist bei der Körperschaftsteuer zwischen unbeschränkter und beschränkter Steuerpflicht zu unterscheiden.

### Unbeschränkte Steuerpflicht
Nach § 1 Abs. 1 KStG sind bestimmte Körperschaften, Personenvereinigungen und Vermögensmassen unbeschränkt körperschaftsteuerpflichtig, wenn sie ihre Geschäftsleitung (§ 10 AO) oder ihren Sitz (§ 11 AO) im Inland haben. Somit wird eine Doppelbesteuerung von ausländischen Gesellschaften vermieden. Die der Körperschaftsteuer unterliegenden Gesellschaften sind in § 1 Abs. 1 Nr. 1–6 KStG aufgezählt, wobei die Aufzählung im Klammerzusatz des § 1 Abs. 1 Nr. 1 KStG seit der Änderung durch Art. 3 Nr. 2 SEStEG nicht mehr abschließend ist. Eine Erweiterung der unbeschränkten Körperschaftsteuerpflicht im Wege der Auslegung ist gemäß R 2 Abs. 1 KStR 2004 unzulässig. Körperschaftsteuersubjekte sind demzufolge:
| § 1 Abs. 1 | Von der Steuerpflicht erfasste Rechtsformen |
| ---------- | --- |
| Nr. 1      | Kapitalgesellschaften (insbesondere Aktiengesellschaften, Kommanditgesellschaften auf Aktien, Gesellschaften mit beschränkter Haftung und Europäische Gesellschaften) |
| Nr. 2      | Erwerbs- und Wirtschaftsgenossenschaften |
| Nr. 3      | Versicherungs- und Pensionsfondsvereine auf Gegenseitigkeit |
| Nr. 4      | Sonstige juristische Personen des privaten Rechts, zum Beispiel eingetragene Vereine, Stiftungen etc.                                                                 |
| Nr. 5      | nichtrechtsfähige Vereine, Anstalten, Stiftungen und andere Zweckvermögen des privaten Rechts                                                                         |
| Nr. 6      | Betriebe gewerblicher Art von Körperschaften des öffentlichen Rechts, zum Beispiel Stadtwerke, Verkehrsbetriebe oder ähnliches im Eigentum der Gemeinden/Länder.      |

Die unbeschränkte Körperschaftsteuerpflicht erstreckt sich nach § 1 Abs. 2 KStG auf sämtliche Einkünfte (Welteinkommensprinzip).

### Option zur Körperschaftsbesteuerung
Für Personenhandels- und Partnerschaftsgesellschaften (OHG, KG, EWIV und PartG) wurde durch das Gesetz zur Modernisierung des Körperschaftsteuerrechts vom 25. Juni 2021 die Möglichkeit geschaffen, zur Körperschaftsbesteuerung zu optieren. Durch das Wachstumschancengesetz vom 27. März 2024 wurde dies auch für die eingetragene Gesellschaft bürgerlichen Rechts (eGbR) möglich.
Eine Personengesellschaft kann seitdem auf Antrag wie eine Kapitalgesellschaft (optierende Gesellschaft) und ihre Gesellschafter können wie die nicht persönlich haftenden Gesellschafter einer Kapitalgesellschaft behandelt werden (§ 1a Abs. 1 S. 1 KStG). Der unwiderrufliche Antrag bedarf in entsprechender Anwendung des § 217 Abs. 1 UmwG die Zustimmung aller Gesellschafter.

### Beschränkte Steuerpflicht
Ist weder die Geschäftsleitung noch der Sitz im Inland gelegen, so sind Körperschaften, Personenvereinigungen und Vermögensmassen mit ihren inländischen Einkünften beschränkt steuerpflichtig (§ 2 Nr. 1 KStG, § 8 Abs. 1 KStG i. V. m. § 49 EStG). Zu beachten sind jedoch Doppelbesteuerungsabkommen.
Ferner sind Körperschaften des öffentlichen Rechts mit ihren kapitalertragsteuerpflichtigen Einnahmen, also zum Beispiel Zinserträgen, beschränkt steuerpflichtig (§ 2 Nr. 2 KStG). Sie müssen jedoch keine Körperschaftsteuererklärung abgeben, mit dem Abzug von Abgeltungsteuer ist das Besteuerungsverfahren abgeschlossen. Für die beschränkt steuerpflichtigen Gesellschaften gilt ein ermäßigter Abgeltungsteuersatz von 15 % analog dem Steuersatz für andere juristische Personen.

### Beginn und Ende der Steuerpflicht

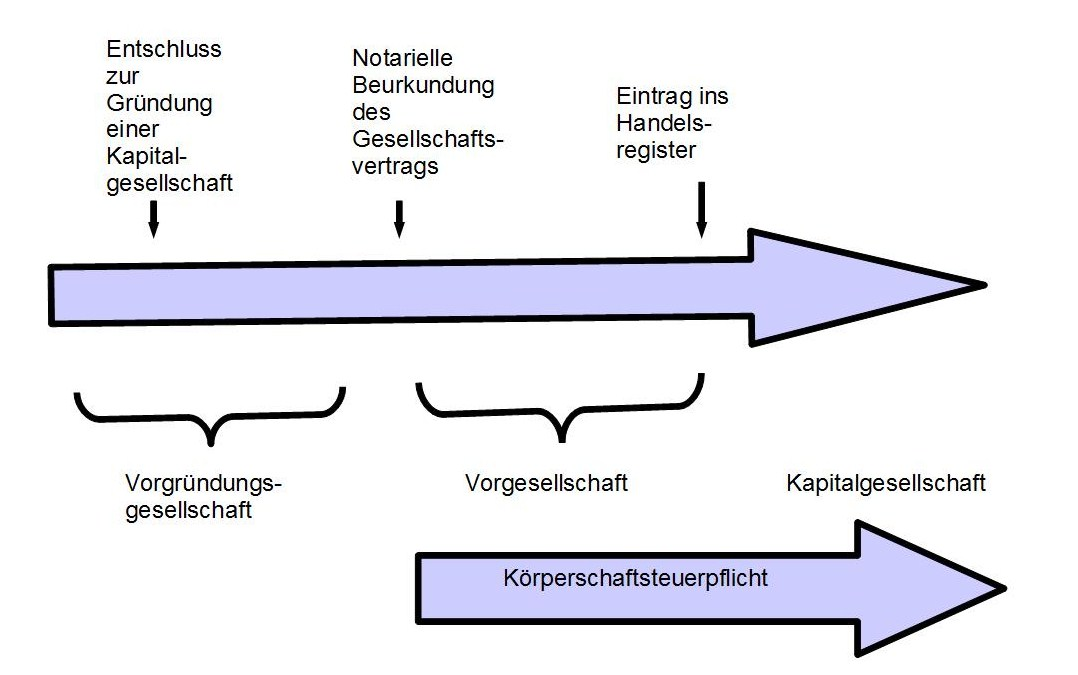
Skizze zum Beginn der Körperschaftsteuerpflicht

Mangels einer ausdrücklichen Regelung im KStG ist für den Beginn der Steuerpflicht grundsätzlich die rechtliche Existenz des Steuersubjekts entscheidend. Eine Vorgründungsgesellschaft in Form einer Gesellschaft bürgerlichen Rechts oder Offenen Handelsgesellschaft ist nicht Körperschaftsteuersubjekt. Obwohl die juristische Person „als solche“ erst mit der Eintragung in das Handelsregister entsteht (vgl. § 11 Abs. 1 GmbHG, § 41 Abs. 1 S. 1 AktG), beginnt die Steuerpflicht schon vorher mit der notariellen Beurkundung der Satzung oder des Gesellschaftsvertrags (Vorgesellschaft). Dies ergibt sich daraus, dass die Vorgesellschaft – ungeachtet der Qualifizierung als Gesellschaft sui generis – zivilrechtlich nach dem Recht der jeweiligen Kapitalgesellschaft zu behandeln ist. Die sofortige Steuerpflicht vereinfacht die Handhabung, da etwa keine separate Steuererklärung für die Vorgesellschaft abgegeben wird. Kommt es jedoch zu keiner späteren Registereintragung (unechte Vorgesellschaft), werden alle bereits abgegebenen Körperschaftsteuererklärungen rückabgewickelt und die unechte Vorgesellschaft nach dem Recht der Personengesellschaften behandelt. Die Steuerpflicht endet mit der rechtsgültigen Beendigung der Liquidation der Gesellschaft.

### Steuerbefreiungen
Von der Körperschaftsteuer befreit sind unter anderem Unternehmen des Bundes, politische Parteien im Sinne des § 2 PartG, Berufsverbände sowie gemeinnützigen, mildtätigen oder kirchlichen Zwecken dienende Körperschaften, wenn kein wirtschaftlicher Geschäftsbetrieb unterhalten wird (§ 5 Abs. 1 KStG, §§ 51 ff. AO).
Diese subjektiven Steuerbefreiungen gelten jedoch nicht für inländische Einkünfte, die dem Steuerabzug unterliegen (also Kapitaleinkünfte, siehe Abschnitt beschränkte Steuerpflicht). Deswegen werden die steuerbefreiten Körperschaften auch als „partiell steuerpflichtig“ bezeichnet.
Die Befreiungen gelten zudem nicht für beschränkt Steuerpflichtige (§ 2 Abs. 1 KStG, § 5 Abs. 2 Nr. 2 KStG), mit Ausnahme von beschränkt steuerpflichtigen Körperschaften, die gemeinnützigen, mildtätigen oder kirchlichen Zwecken dienen (§ 5 Abs. 1 Nr. 9 KStG), nach den Rechtsvorschriften eines EU-/EWR-Mitglieds gegründete Gesellschaften (Art. 54 AEUV/Art. 34 EWR-Vertrag) sind und ihren Sitz sowie ihre Geschäftsleitung in einem Mitgliedsstaat haben, mit dem ein Amtshilfeabkommen besteht.

## Steuersatz
Der Steuersatz beträgt laut § 23 Abs. 1 KStG 15 % des zu versteuernden Einkommens, der Steuerbetrag wird auf volle Euro abgerundet. Zusätzlich werden 5,5 % von diesem Steuerbetrag als Solidaritätszuschlag erhoben, so dass der Steueranteil insgesamt einheitlich 15,825 % des zu versteuernden Einkommens beträgt. Somit entspricht die Ermittlung des zu zahlenden Körperschaftsteuerbetrags einem proportionalen Tarif, was einen wesentlichen Unterschied zur Einkommensteuer mit Steuerprogression darstellt.
Nach dem Bundestag hat auch der Bundesrat am 11. Juli 2025 dem Gesetz für ein steuerliches Investitionssofortprogramm zur Stärkung des Wirtschaftsstandorts Deutschland zugestimmt. Der Körperschaftsteuersatz wird ab dem 1. Januar 2028 schrittweise von derzeit 15 % auf 10 % ab dem Jahr 2032 gesenkt.

## Ermittlung des zu versteuernden Einkommens
Gemäß § 7 Abs. 1 KStG bemisst sich die Körperschaftsteuer nach dem zu versteuernden Einkommen. Der Gewinn der Steuerbilanz dient als Basis für die Einkommensermittlung. Grundsätzlich erfolgt diese nach den Vorschriften des EStG, besondere Regelungen des KStG gehen aber als lex specialis vor (§ 7 Abs. 2 KStG i. V. m. § 8 Abs. 1 KStG). Eine Liste der relevanten Vorschriften aus dem Einkommensteuergesetz findet sich in R 32 KStR 2004. Der ausgewiesene Gewinn in der Handelsbilanz ist eventuell zu korrigieren (zum Beispiel bei abweichenden Bewertungen des Anlagevermögens) und ein ausgewiesener Bilanzgewinn, in dem auch Gewinn- oder Verlustvorträge des Vorjahres enthalten sind, muss in den Jahresüberschuss umgerechnet werden. Unterjährige Gewinnausschüttungen sind hinzuzurechnen und müssen natürlich ebenfalls versteuert werden.

### Sonderfall Organschaften
In Konzernen werden – bei Vorliegen bestimmter Voraussetzungen – die Tochtergesellschaften (Organgesellschaft) zusammen mit der Muttergesellschaft (Organträger) besteuert. Es muss ein mindestens fünf Jahre laufender Ergebnisabführungsvertrag abgeschlossen werden, in dem sich die Tochtergesellschaft verpflichtet, den gesamten Gewinn an die Muttergesellschaft abzuführen. Außerdem muss die Tochtergesellschaft finanziell eingegliedert sein, die Muttergesellschaft muss die Mehrheit der Anteile halten.
Im Gegensatz zum Handelsrecht wird für die Körperschaftsteuer keine gemeinsame konsolidierte Bilanz erstellt. Die Einkünfte jeder Gesellschaft werden separat ermittelt und gemeinsam im Mutterunternehmen versteuert. Trotzdem muss für jede einzelne Gesellschaft eine Körperschaftsteuererklärung (mit Anlage OG) abgegeben werden.
Der Vorteil der Organschaft ist, dass Gewinne und Verluste der einzelnen Gesellschaften sofort verrechnet werden können und auf abgeführte Gewinne nicht wie bei Dividenden 5 % fiktive Betriebsausgaben als nicht abzugsfähig behandelt werden.

### Verdeckte Gewinnausschüttungen
Verdeckte Gewinnausschüttungen liegen vor, wenn der Gesellschafter mit der Körperschaft Verträge abschließt, die er mit einem fremden Dritten nicht abschließen könnte, zum Beispiel wenn er eine überhöhte Miete oder ein überhöhtes Gehalt verlangt. Dasselbe gilt für nahe Angehörige des Gesellschafters.
Verdeckte Gewinnausschüttungen (vGA) an den Gesellschafter stellen für die Körperschaft unnötige Ausgaben dar und mindern nach § 8  Abs. 3 S. 2 KStG das Einkommen nicht. Im Fall des überhöhten Gehalts ist die Differenz zu einem angemessenen Gehalt zwar handelsrechtlich ein Aufwand, muss aber in der Einkommensberechnung für die Körperschaftsteuer neutralisiert werden. Somit wird eine Versteuerung des tatsächlichen Gewinns durchgeführt.
Für den Empfänger der verdeckten Gewinnausschüttung gehört diese immer zu den Einkünften aus Kapitalvermögen, auch wenn es sich um ein Gehalt oder um Miete handelte. Nur der angemessene Teil der Zahlungen wird als Einkünfte aus nichtselbstständiger Arbeit (im Fall des Gehalts) oder als Einkünfte aus Vermietung und Verpachtung (im Fall der Miete) versteuert.

### Verdeckte Einlagen
Verdeckte Einlagen liegen vor, wenn ein Gesellschafter einer Körperschaft einen Vorteil verschafft, also zum Beispiel auf seinen bereits entstandenen Gehaltsanspruch verzichtet oder einen Gegenstand aus dem Privatvermögen unter Wert an die Körperschaft verkauft. Auch der Verzicht auf die Rückzahlung eines Darlehens ist eine verdeckte Einlage. Verdeckte Einlagen dürfen das steuerliche Einkommen nicht beeinflussen und werden deshalb rechnerisch neutralisiert (siehe Rechenschema). Bei verdeckten Einlagen kann es sich sowohl um Vermögensmehrungen für die Körperschaft, als auch um verhinderte Vermögensminderungen handeln. Die verdeckte Einlage muss nicht zwangsläufig von einem Gesellschafter kommen, sondern kann auch von einer nahestehenden Person des Gesellschafters kommen.
Nutzungsüberlassungen und unentgeltliche Geschäftsführung führen zu keiner verdeckten Einlage, da sie keinen einlagefähigen Vermögensvorteil darstellen. Der Gegenstand der verdeckten Einlage muss stets bilanzierbar sein. In diesem Punkt unterscheidet sich die verdeckte Einlage von der verdeckten Gewinnausschüttung.
Für den Einlegenden führt die verdeckte Einlage zu Anschaffungskosten auf die Beteiligung. Bei der juristischen Person erhöht sich das steuerliche Einlagekonto. Der Betrag des steuerlichen Einlagekontos wird jährlich vom Finanzamt in einem Bescheid gesondert festgestellt, es taucht nicht in der Bilanz auf, sondern ist vielmehr eine steuerliche Nebenrechnung. Es wird unabhängig von der Kapitalrücklage entwickelt, in die verdeckte Einlagen einfließen können aber nicht müssen. Verkauft der Gesellschafter später seinen Geschäftsanteil, werden zu den historischen Anschaffungskosten die verdeckten Einlagen hinzugerechnet, sodass der Veräußerungsgewinn niedriger oder der Veräußerungsverlust höher, wird.

### Nichtabziehbare Aufwendungen
Nichtabziehbare Aufwendungen sind teilweise im Körperschaftsteuergesetz, teilweise im Einkommensteuergesetz geregelt.
Handelsrechtlich können alle Ausgaben der Körperschaft als Aufwand gebucht werden, der ermittelte Gewinn der Handels- und Steuerbilanzen enthält also auch Ausgaben, die steuerrechtlich nicht abgezogen werden dürfen. Deswegen muss der Gewinn in der Körperschaftsteuererklärung entsprechend erhöht werden (siehe Rechenschema). Die Korrekturen dürfen nicht in der Bilanz selbst durchgeführt werden, da der handelsrechtliche Gewinn zum Beispiel die Basis für Ausschüttungen bildet.
Die Hinzurechnungen im Körperschaftsteuergesetz sind im § 10 KStG geregelt. Die wichtigsten sind:
- Nr. 2: Steuern vom Einkommen (etwa die eigene Körperschaftsteuer und der Solidaritätszuschlag), sonstige Personensteuern (wie die Erbschaftsteuer) und die Umsatzsteuer auf Entnahmen oder verdeckte Gewinnausschüttungen
- Nr. 3: In einem Strafverfahren festgesetzte Geldstrafen und sonstige Rechtsfolgen vermögensrechtlicher Art. Nachdem das deutsche Strafgesetzbuch keine Strafen für juristische Personen vorsieht, fallen nur Strafen aus anderen Staaten unter diese Vorschrift. Gegen juristische Personen mögliche Geldbußen hingegen sind nach § 8 Abs. 1 KStG i. V. m. § 4 Abs. 5 Nr. 8 EStG vom Abzug ausgeschlossen.
- Nr. 4: Die Hälfte der Vergütungen an Mitglieder des Aufsichtsrats und ähnlicher Überwachungsorgane. Ausgenommen ist der Aufwandsersatz (wenn er nicht pauschal gezahlt wurde).

Die wichtigsten nichtabziehbaren Aufwendungen sind nach § 4 EStG folgende:
- Abs. 5 S. 1 Nr. 1: Geschenke über 35 Euro pro Jahr je Empfänger
- Abs. 5 S. 1 Nr. 2: 30 % der angemessenen und nachgewiesenen Bewirtungskosten, unangemessene Kosten sind voll nicht abzugsfähig
- Abs. 5 S. 1 Nr. 3: Gästehäuser
- Abs. 5 S. 1 Nr. 4: Aufwendungen für Jagd, Fischerei und Segel- oder Motorjachten
- Abs. 5 S. 1 Nr. 8: Geldbußen, Ordnungsgelder und Verwarnungsgelder
- Abs. 5 S. 1 Nr. 8a: Zinsen auf hinterzogene Steuern
- Abs. 5 S. 1 Nr. 10: Bestechungsgelder
- Abs. 5b: Gewerbesteuer
- Abs. 6: Spenden an politische Parteien

### Zuwendungen
Spenden und Mitgliedsbeiträge zur Förderung steuerbegünstigter Zwecke (§§ 52–54 AO) sind bereits bei der Gewinnermittlung als Betriebsausgaben abziehbar und werden in der Einkommensermittlung als nichtabziehbare Betriebsausgaben (siehe dort) wieder neutralisiert. Anschließend können sie als Zuwendungen, allerdings im Rahmen der steuerlichen Höchstgrenzen, wieder abgezogen werden. Ein Abzug ist nur bei freiwilligen und unentgeltlichen Zuwendungen möglich, also wenn die Leistung ohne rechtliche Verpflichtung und ohne die Erwartung eines besonderen Vorteils erbracht wird. Freiwillige und auch rein sittliche oder moralische Verpflichtungen schließen eine Freiwilligkeit nicht aus.
Im Körperschaftsteuergesetz (§ 9 Abs. 1 Nr. 2 S. 1 lit. a und b KStG) sind zwei Höchstgrenzen vorgesehen, die jeweils günstigere wird angewandt. Die erste Höchstgrenze beträgt 20 % des Einkommens, die zweite Höchstgrenze beläuft sich auf 4 ‰ der Summe der gesamten Umsätze, der Löhne und der Gehälter. Diese zweite Grenze ist im Normalfall allerdings niedriger und kommt deswegen selten zur Anwendung. Diese ist insbesondere für Gesellschaften von Bedeutung, die im laufenden Geschäftsjahr einen Verlust erwirtschaftet haben. Andernfalls wären diese Gesellschaften vom Spendenabzug faktisch ausgeschlossen. Spenden, die über den Höchstbetrag hinausgehen, können im Folgejahr abgesetzt werden.
Nach § 9 Abs. 1 Nr. 2 S. 8 KStG sind Mitgliedsbeiträge an bestimmte Körperschaften nicht abzugsfähig. Dies gilt für solche Körperschaften, die den Sport (§ 52 Abs. 2 Nr. 21 AO), die Heimatpflege und Heimatkunde (§ 52  Abs. 2 Nr. 22 AO), kulturelle Betätigungen, die in erster Linie der Freizeitgestaltung dienen, oder Zwecke im Sinne des § 52 Abs. 2 Nr. 23 AO (Förderung der Tierzucht, der Pflanzenzucht, der Kleingärtnerei, des traditionellen Brauchtums einschließlich des Karnevals, der Fastnacht und des Faschings, der Soldaten- und Reservistenbetreuung, des Amateurfunkens, des Modellflugs und des Hundesports) fördern. Spenden hingegen sind an die genannten Körperschaften abzugsfähig.
Spenden müssen mit einer Bescheinigung nachgewiesen werden.

### Beteiligung an anderen Kapitalgesellschaften
Gewinnausschüttungen von anderen Kapitalgesellschaften und Veräußerungsgewinne aus dem Verkauf von Anteilen an anderen Kapitalgesellschaften werden nach § 8b KStG nicht besteuert, um Kumulationswirkungen der Körperschaftsteuer in mehrstufigen Konzernen weitgehend zu vermeiden. Erst bei Ausschüttung an natürliche Personen erfolgt eine Besteuerung. Kehrseite ist, dass auch Gewinnminderungen aus der Abschreibung einer Beteiligung auf Ebene einer Mutter-Kapitalgesellschaft nicht zu berücksichtigen sind.
Nachdem die Einnahmen steuerfrei sind, dürfen die darauf entfallenden Aufwendungen den Gewinn nicht mindern. Für diese Aufwendungen werden pauschal 5 % der Beteiligungseinnahmen dem Gewinn wieder hinzugerechnet, unabhängig vom tatsächlichen Aufwand. Für die somit besteuerten Beteiligungserträge von 5 % ist die Kumulation nicht vermeidbar, es fällt doppelt Körperschaftsteuer an: beim ausschüttenden Unternehmen genauso wie bei der beteiligten Gesellschaft. Die Bundesregierung prüft derzeit, ob die empfangende Kapitalgesellschaft zukünftig mit mindestens 5 % an der ausschüttenden Gesellschaft beteiligt sein muss, damit die Steuerbefreiung der Gewinnausschüttung greift.
Für Kreditinstitute und Versicherungsunternehmen sind die Regelungen zur Steuerbefreiung teilweise nicht anzuwenden.

### Verlustabzug
Für den Verlustabzug gelten über § 8 Abs. 1 KStG die Regelungen des § 10d EStG. Fällt ein Verlust an, wird er grundsätzlich bis zu einer Höhe von 1.000.000 € auf das Vorjahr zurückgetragen (wenn im Vorjahr ein positives Einkommen anfiel), ansonsten wird er auf das nächste Jahr vorgetragen. Auf Antrag wird der Verlust nur teilweise oder gar nicht auf das Vorjahr zurückgetragen. Das ist zum Beispiel sinnvoll, wenn der Steuersatz im Folgejahr steigt: Der Verlustabzug bringt in diesem Fall im Folgejahr einen höheren Steuervorteil als im Vorjahr.
Im Folgejahr wird der Verlustvortrag vom Gesamtbetrag der Einkünfte (siehe Rechenschema oben) abgezogen. Es ist nicht möglich, auf die Anwendung der Regelung zu verzichten und den Verlust weiter vorzutragen, solange er verrechenbar ist. War der Verlustvortrag höher als der Gesamtbetrag der Einkünfte, wird der nicht berücksichtigte Verlustvortrag nochmals ein Jahr vorgetragen. Bei einem negativen Gesamtbetrag der Einkünfte wird der bereits bestehende Verlustvortrag entsprechend für das nächste Jahr erhöht.
Pro Jahr kann maximal ein Verlustvortrag von einer Million Euro unbeschränkt verrechnet werden. Darüber hinaus können nur 60 % des Gesamtbetrags der Einkünfte durch den Verlustvortrag gemindert werden. Das bedeutet, dass über einer Million Euro in jedem Fall 40 % des Einkommens besteuert werden.

#### Verlustvorträge bei Anteilsübertrag
Werden innerhalb von fünf Jahren mittel- oder unmittelbar mehr als 25 % der Anteile an einen Erwerber übertragen, sind die bestehenden Verlustvorträge anteilig nicht mehr abziehbar (§ 8c KStG). Gemäß Beschluss des Bundesverfassungsgerichts ist diese Regelung im Zeitraum 1. Januar 2008 bis 31. Dezember 2015 verfassungswidrig. Werden mehr als 50 % der Anteile übertragen, verfallen die Verlustvorträge vollständig. Für Anteilserwerbe nach 2007 war gesetzlich eine Sanierungsklausel vorgesehen, nach der die Verlustvorträge nicht verfallen würden, wenn die Anteilsübertragung der Verhinderung einer Insolvenz des Unternehmens dient. Diese Klausel wurde von der EU-Kommission im Januar 2011 gekippt, schon seit Februar 2010 durfte die Regelung nicht mehr angewendet werden. Der EuGH hat diese Entscheidung der EU-Kommission jedoch in seinem Urteil vom 28. Juni 2018 für nichtig erklärt. Für Anteilsübergänge ab dem 1. Januar 2016 kann unter den Bedingungen des neuen § 8d KStG auf Antrag der fortführungsgebundene Verlustvortrag ermittelt werden, in diesem Fall ist ein Erhalt des Vortrags möglich.

### Freibeträge
Für bestimmte landwirtschaftliche Genossenschaften und bestimmte landwirtschaftlich tätige Vereine gilt ein Freibetrag von 15.000 Euro (§ 25 KStG), für andere Körperschaften, Personenvereinigungen und Vermögensmassen, die keine Gewinnausschüttungen durchführen, wie zum Beispiel Vereine, beträgt dieser Freibetrag dagegen 5.000 Euro (§ 24 KStG). Der Freibetrag wird vom Einkommen abgezogen, die Differenz ergibt das zu versteuernde Einkommen. Der Freibetrag darf nie höher als das Einkommen sein, seine Anwendung darf also nicht zu einem Verlust führen.

## Steuererklärung und Steuerbescheid
Die Steuererklärung der Körperschaft über ihre Einkommensverhältnisse dient als Grundlage für die Ermittlung der festzusetzenden Körperschaftsteuer. Der Mantelbogen KSt 1 der Körperschaftsteuererklärung enthält im Wesentlichen die Stammdaten und weitere grundlegende Angaben der Körperschaft und wird durch verschiedene Anlagen ergänzt. Das sind z. B.:
- Anlage GK zur Ermittlung der Einkünfte aus Gewerbebetrieb (enthält u. a. die ehemaligen Anlagen A und B)
- Anlage AEV für ausländische Einkünfte
- Anlage AESt für ausländische anrechenbare bzw. abziehbare Steuern
- Anlage GR für Genossenschaften und Vereine
- Anlagen OG und OT für Organschaften
- Anlage WA für weitere Angaben (Stammkapital, Beziehungen zu nahestehenden Personen, …)
- Anlage Z zur Spendenermittlung
- Anlage ZVE zur Ermittlung des zu versteuernden Einkommens (ausgehend von den Einkünften aus Gewerbebetrieb der Anlage GK)

Außerdem müssen ggf. weitere Formulare ausgefüllt werden.
Die Körperschaftsteuererklärung für den abgelaufenen Veranlagungszeitraum ist regelmäßig bis zum 31. Juli des Folgejahres einzureichen (§ 149  Abs. 2 AO).
Sie wird vom gesetzlichen Vertreter der Körperschaft, z. B. dem Geschäftsführer einer GmbH gem. § 6 Abs. 2 GmbHG oder seinem Bevollmächtigten (meist ein Steuerberater) gegenüber dem Finanzamt eingereicht. Die Erklärung ist seit 2011 nach amtlich vorgeschriebenen Datensatz elektronisch zu übermitteln. Dort wird sie geprüft und die zu entrichtende Körperschaftsteuer sowie der Solidaritätszuschlag mittels Steuerbescheid festgesetzt. Für die elektronische Übermittlung kann das von der Finanzverwaltung eingerichtete ELSTER-Portal genutzt werden oder die Software von Drittanbietern, die ELSTER unterstützen.
Das Finanzamt kann vierteljährliche Steuervorauszahlungen durch Vorauszahlungsbescheid (auf Basis der Körperschaftsteuer bei der letzten Veranlagung) festsetzen (§ 31 KStG i. V. m. § 37 EStG).

## Tatsächliche Steuerbelastung des Gewinns von Kapitalgesellschaften
Die Steuerbelastung der Gewinne von Kapitalgesellschaften besteht nicht nur aus der Körperschaftsteuer und Gewerbesteuer. Auch beim Anteilseigner wird der ausgeschüttete Gewinn besteuert. Die tatsächliche Steuerbelastung hängt wesentlich vom bestimmten Gewerbesteuerhebesatz ab. Die folgende Tabelle zeigt die Gesamtbelastung von Unternehmensgewinnen. Verglichen wird die Belastung bei dem niedrigsten möglichen Gewerbesteuerhebesatz von 200 % (§ 16 Abs. 3 S. 2 GewStG), wie er derzeit nur in der Gemeinde Langenwolschendorf erhoben wird. Die zweite Spalte zeigt den durchschnittlichen Gewerbesteuerhebesatz von 435 %. In der dritten Spalte wird der derzeit höchste erhobene Hebesatz von 600 % gezeigt, wie er von den Gemeinden Wettlingen und Inden erhoben wird.
|                                                       | Langenwolschendorf | Durchschnitt | Inden |
| Gewinn vor Steuern                                    | 100                | 100          | 100   |
| Gewerbesteuer (100*3,5%*Hebesatz)                     | 7                  | 15,23        | 21    |
| Körperschaftsteuer (100*15%)                          | 15                 | 15           | 15    |
| Solidaritätszuschlag (15*5,5%)                        | 0,83               | 0,83         | 0,83  |
| Steuerliche Gesamtbelastung im Unternehmen            | 22,83              | 31,06        | 36,83 |
| Kapitalertragsteuer ((100-Belastung Unternehmen)*25%) | 19,29              | 17,24        | 15,79 |
| Solidaritätszuschlag (KapErtSt*5,5%)                  | 1,06               | 0,95         | 0,87  |
| Tatsächliche Steuerbelastung                          | 43,18              | 51,3         | 53,49 |

Die Steuerbelastung kann von der Berechnung abweichen. So ist der Ertrag für Angehörige der meisten Religionen auch Kirchensteuerpflichtig. Der gesonderte Tarif der Kapitalertragsteuer kann auch niedriger als 25 % liegen, wenn der persönliche Grenzsteuersatz des Steuerpflichtigen unterhalb der 25 % liegt (§ 32d Abs. 6 EStG). Anteilseigner, die mehr als 25 % der Anteile an der Kapitalgesellschaft haben oder die mindestens einen Anteil von 1 % haben und maßgeblichen unternehmerischen Einfluss auf deren wirtschaftliche Tätigkeit nehmen können, können einen Antrag stellen, die Besteuerung der Kapitalerträge mit dem persönlichen Einkommensteuersatz (bis zu 45 %) zu versteuern (§ 32d Abs. 3 EStG).